# Liste des évêques de Santiago du Cap-Vert
Liste des évêques de Santiago du Cap-Vert
(Dioecesis Sancti Iacobi Capitis Viridis)
L'évêché de Santiago du Cap-Vert est créé le 31 janvier 1533, par détachement de celui de Funchal (île de Madère).

## Liste des évêques
- 31 janvier 1533-† 9 février 1538 : Braz Neto
- 23 septembre 1538-† 29 novembre 1546 : João Ier Parvi
- 29 novembre 1546-18 août 1553 : siège vacant
- 18 août 1553-† 19 mars 1574 : Francisco Ier de la Cruz
- 6 février 1572-† 9 février 1587 : Bartolomeu Leitão
- 9 février 1587-8 août 1588 : siège vacant
- 8 août 1588-† 14 juillet 1608 : Pedro Ier Brandão
- 10 novembre 1608-† mai 1610 : Luis Pereira de Miranda
- 18 avril 1611-† 18 mars 1614 : Sebastião de Ascensão
- 18 mars 1614-24 février 1616 : siège vacant
- 24 février 1616-† 8 mars 1624 : Manuel de Guerra (Manuel Afonso de Guerra)
- 8 mars 1624-18 août 1625 : siège vacant
- 18 août 1625-† 1er novembre 1646 : Lorenzo Garro
- 1er novembre 1646-16 mai 1672 : siège vacant
- 16 mai 1672-† 8 février 1674 : Fabio dos Reis Fernandes
- 8 février 1674-2 décembre 1675 : siège vacant
- 2 décembre 1675-† 13 septembre 1684 : Antonio Ier de São Dionysio
- 13 septembre 1684-12 mai 1687 : siège vacant
- 12 mai 1687-† 21 janvier 1705 : Victorino do Porto
- 21 janvier 1705-24 septembre 1708 : siège vacant
- 24 septembre 1708-† 8 mai 1719 : Francisco II a São Agostinho
- 8 mai 1719-12 février 1721 : siège vacant
- 12 février 1721-† 7 juillet 1736 : José Ier Azevedo Leal (José a Santa Maria de Jesus Azevedo Leal)
- 7 juillet 1736-3 septembre 1738 : siège vacant
- 3 septembre 1738-† 21 juillet 1741 : João II de Faro
- 21 juillet 1741-26 novembre 1742 : siège vacant
- 26 novembre 1742-† 13 août 1747 : João III de Moreira
- 13 août 1747-29 janvier 1753 : siège vacant
- 29 janvier 1753-† 19 janvier 1774 : Pedro II Valente (Pedro Jacinto Valente)
- 19 janvier 1774-1er mars 1779 : siège vacant
- 1er mars 1779-† 10 août 1783 : Francisco III de São Simão
- 10 août 1783-14 février 1785 : siège vacant
- 14 février 1785-† 29 avril 1798 : Cristoforo a São Boaventura
- 29 avril 1798-24 mai 1802 : siège vacant
- 24 mai 1802-† 22 novembre 1813 : Sylvestre a Maria Santissima (ou Sylvestre a Santa Maria)
- 22 novembre 1813-21 février 1820 : siège vacant
- 21 février 1820-27 décembre 1831 : Geronimo do Barco
- 27 décembre 1831-24 novembre 1845 : siège vacant
- 24 novembre 1845-† 1er juillet 1847 : João IV Henriques Monis
- 1er juillet 1847-11 décembre 1848 : siège vacant
- 11 décembre 1848-15 avril 1859 : Patrício de Moura (Patrício Xavier de Moura)
- 23 mars 1860-22 mars 1861 : João V de Amorim Pessoa (João Crisóstomo de Amorim Pessoa)
- 22 mars 1861-25 septembre 1865 : siège vacant
- 25 septembre 1865-5 mai 1871 : José II Alves Feijo (José Luis Alves Feijo)
- 5 mai 1871-9 août 1883 : José III Dias Correia de Carvalho
- 27 mars 1884-† 1er mars 1904 : Joaquim Ier de Barros (Joaquim Augusto de Barros)
- 14 novembre 1904-4 mars 1909 : António II Moutinho
- 4 mars 1909-10 mars 1910 : siège vacant
- 10 mars 1910-15 novembre 1935 : José IV Alves Martins
- 15 novembre 1935-5 mai 1940 : Joaquim II d’Assunçâo Pitinho (Joaquim Rafael Maria d’Assunçâo Pitinho)
- 28 janvier 1941-† 27 juillet 1955 : Faustino Moreira dos Santos
- 28 mars 1956-21 avril 1975 : José V Colaço (José Filípe do Carmo Colaço)
- 21 avril 1975-22 juillet 2009 : Paulino Évora (Paulino do Livramento Évora)
- depuis le 22 juillet 2009 : Arlindo Gomes Furtado